# Serene Hamsho
 (mai 2023).
La mise en forme du texte ne suit pas les recommandations de Wikipédia : il faut le « wikifier ».
Les points d'amélioration suivants sont les cas les plus fréquents. Le détail des points à revoir est peut-être précisé sur la page de discussion.
- Les titres sont pré-formatés par le logiciel. Ils ne sont ni en capitales, ni en gras.
- Le texte ne doit pas être écrit en capitales (les noms de famille non plus), ni en gras, ni en italique, ni en « petit »…
- Le gras n'est utilisé que pour surligner le titre de l'article dans l'introduction, une seule fois.
- L'italique est rarement utilisé : mots en langue étrangère, titres d'œuvres, noms de bateaux, etc.
- Les citations ne sont pas en italique mais en corps de texte normal. Elles sont entourées par des guillemets français : « et ».
- Les listes à puces sont à éviter, des paragraphes rédigés étant largement préférés. Les tableaux sont à réserver à la présentation de données structurées (résultats, etc.).
- Les appels de note de bas de page (petits chiffres en exposant, introduits par l'outil «  Source ») sont à placer entre la fin de phrase et le point final[comme ça].
- Les liens internes (vers d'autres articles de Wikipédia) sont à choisir avec parcimonie. Créez des liens vers des articles approfondissant le sujet. Les termes génériques sans rapport avec le sujet sont à éviter, ainsi que les répétitions de liens vers un même terme.
- Les liens externes sont à placer uniquement dans une section « Liens externes », à la fin de l'article. Ces liens sont à choisir avec parcimonie suivant les règles définies. Si un lien sert de source à l'article, son insertion dans le texte est à faire par les notes de bas de page.
- La présentation des références doit suivre les conventions bibliographiques. Il est recommandé d'utiliser les modèles {{Ouvrage}}, {{Chapitre}}, {{Article}}, {{Lien web}} et/ou {{Bibliographie}}. Le mode d'édition visuel peut mettre en forme automatiquement les références.
- Insérer une infobox (cadre d'informations à droite) n'est pas obligatoire pour parachever la mise en page.

Pour une aide détaillée, merci de consulter Aide:Wikification.
Si vous pensez que ces points ont été résolus, vous pouvez retirer ce bandeau et améliorer la mise en forme d'un autre article.
 (mai 2023).
 (mai 2023).
Serene Hamsho (en arabe : سيرين حمشو, aussi écrit Sirin Hamsho, née à Hama en Syrie en 1986) est une ingénieure et créatrice syrienne spécialisée dans l’énergie renouvelable. Elle est connue pour son travail dans le domaine de l’énergie éolienne et figure dans liste des «100 femmes de la BBC» de 2015. Son travail a contribué à la croissance de l'industrie de l'énergie éolienne en Amérique du Nord et a façonné la voie de l'innovation pour les technologies des éoliennes en mer.
Elle est également présentatrice télé et a animé sa propre émission sur Iqraa TV en 2010. Serene Hamsho est aussi une figure médiatique qui s’est notamment fait connaître avec ses courts métrages « Immigration » et plus récemment encore « Le Premier message », qui s’adresse à sa première fille, et disponible sur sa chaîne YouTube.

Elle est la fille de l'ingénieur syrien Omar Hamsho et de la théologienne Rufaida al-Habash. Elle parle couramment l’arabe, le français et l’anglais. À travers ses courts métrages et ses réseaux sociaux, notamment son compte Instagram, on peut voir qu’elle est passionnée par la langue arabe.

## Parcours académique
Hamsho a obtenu en 2008 un Bachelor of Science (BS) en ingénierie électronique délivré par l’Université privée de Qalamoon en Syrie en parallèle d'études de droit islamique à l’Université de Damas.
En 2012 un Master of Science en Développement Durable délivré par l’Université de Versailles en France. Elle a suivi un enseignement professionnalisant à l’Institut de technologie du Massachusetts (MIT) en 2017. Pour finir, elle complète son parcours académique avec un Executive MBA à l’école de commerce d’Harvard.
Elle est membre au Conseil du Centre d’Études Islamiques Al-Andalus en Syrie ainsi qu’à celui de l’organisation inter-religieuse  de New York pour l’Énergie et la Lumière. Hamsho est aussi consultante au Centre pour les Femmes, la Foi et le Leadership à l’Institut pour l’Engagement Global (IGE) à Washington D.C.

## Parcours professionnel
Serene Hamsho est spécialisée dans les domaines suivants: l'apprentissage automatique (ML) dans l'énergie éolienne, la technologie éolienne flottante, double et terrestre, les éoliennes en mer fixées au fond de l’eau et la technologie des jumeaux numériques.
Elle intègre le monde du travail comme ingénieur en télécommunication et électronique auprès de l’entreprise américaine de l’industrie électro-scientifique puis comme stratégie manager sur le chantier de Versailles Vision 2050 avant de commencer sa carrière dans les énergies éoliennes. Serene a été ingénieure en systèmes d'énergie éolienne chez GE Renewables, où elle travaillait sur le parc éolien terrestre.Après cela, elle a été consultante senior chez DNV et travaillait sur des projets éoliens en mer, de la faisabilité au démantèlement. L’ingénieure syrienne a également occupé le poste de directrice principale de l'ingénierie pour l'éolien en mer chez AVANGRID Renewables, où elle a dirigé les équipes d'ingénieurs pour de nombreux projets éoliens en mer aux États-Unis et en Europe.
Aujourd’hui elle dirige le département Technologie et Innovation de l’entreprise Hexicon. Depuis 2012, Hamsho détient le titre d’Ingénieure en conception électrique d’éoliennes chez General Electric à Schenectady, New York.

## Brevets et récompenses
Hamsho a conçu un modèle de protection des composants électriques qui se trouvent à l’intérieur d’une éolienne. Dans une interview pour le Arabic Post, elle déclare: «nous avons constaté les dégâts causés à ces éléments par le mouvement continu des turbines, ce qui m'a poussé à réfléchir à un moyen de les préserver.». Elle est donc à l’origine de l’assemblage de fixation du câble de la boucle d'égouttement de l’éolienne. Lors d'un appel avec "Rozana", Mme Hamsho a indiqué que l'invention qu'elle a mise au point concerne la manière d'investir dans l'énergie alternative ou l'énergie éolienne. L'invention consiste à surmonter l'une des contraintes liées à la présence de deux objets fixes et mobiles, les deux formant le générateur d'énergie alternatif, qui est un "système de protection mécanique des éléments électriques générés par la tête de la turbine, ou l'objet générateur d'énergie".
Elle est considérée comme étant une femme arabe inspirante du fait de la sortie de son brevet période critique de la guerre civile syrienne et du Printemps arabe au Moyen-Orient. Elle est également citée comme exemple de femme prospère dans ouvrages sur les questions de la femme arabe et musulmane, comme la thèse du Dr. Rima Alkhany: «La femme musulmane est le tout de la société» ou bien encore l’article publié par le journal indonésien d'études de l'éducation et de la langue arabe NASKHI: «Sirin Hamsho et la langue arabe (Étude des figures féminines arabes de la diaspora)», mais aussi dans le Livret des femmes scientifiques publié par la branche belge de l’Association en solidarité aux femmes arabes.
En 2018, elle reçoit le IEEE des femmes en ingénierie pour «les femmes en leadership» et se voit décerner le prix honorifique de l’année par l’Association des Ingénieures et Architectes Arabo-américains.

## Vie personnelle
Serene Hamsho est mariée à Omar Al Assad, un scientifique français ayant complété ses études en ingénierie à l’Institut Technologique du Massachusetts (MIT). Ensemble ils ont deux filles et habitent à Schenectady, New York. Elle a la double nationalité franco-syrienne. De Janvier à Février 2017, elle se retrouve bloquée au Qatar avec ses deux filles, alors qu’elles y passaient des vacances, à cause de la signature du Décret 13769 de Donald Trump sur la restriction des voyages vers les États-Unis en provenance de plusieurs autres pays.

## Monde arabe et énergie renouvelable
Lors d’un passage télévisé en 2017 pour la chaîne Al-Jazeera, dans lequel elle répond à des questions d’internautes, elle explique que le monde arabe se tourne lentement vers les énergies renouvelables. Elle cite notamment le Maroc et l’Arabie Saoudite mais il lui paraît encore trop tôt de penser un développement durable et écologique pour les pays pétroliers et oriente le débat vers les ressources alternatives telles que l’énergie solaire ou éolienne.
La Syrie n’a installé sa première éolienne qu’en 2019 à Homs. Cette lenteur dans le développement des énergies renouvelables que mentionne Serene Hamsho s’explique notamment par la fuite des cerveaux syriens vers l’Europe et l’Amérique du fait de la guerre.
La Syrie représente un cas particulier puisque la guerre civile qui a débuté en 2012 a détruit une grande partie des infrastructures. En 2021, pendant son discours d’investiture, Bachar Al-Assad promet d’investir dans le secteur des énergies renouvelables mais cela ne reflète pas la réalité économique du pays où seul quelques villes, comme Idlib, se sont tournés vers l’installation de panneaux solaires pour subvenir à leur besoin électrique tandis que cette alternative reste trop coûteuse en ville, comme à Damas par exemple.

## Éducation des femmes en Syrie
L’état de l’éducation des femmes en Syrie était déjà mauvais avant la guerre. Le taux de scolarisation en Syrie des femmes est largement inférieur à celui des hommes. Malgré un bond à partir des années 2000 dans l’éducation et l’insertion professionnelle des femmes dans la société syrienne, ceux-ci reste relativement lent.
Ainsi, et tel que l’évoque Serene Hamsho dans une vidéo Youtube pour la journée internationale des femmes, les femmes connaissent plus de difficultés et doivent ainsi saisir toutes les chances qui leur sont présentées afin de réussir. Bien que cela ne soit pas dit par Serene Hamsho elle-même, on comprend qu’il n’y a aujourd’hui pas suffisamment d’opportunités pour les femmes syriennes dans le secteur scientifique et la guerre constitue un frein majeur à cela.